# Argyrochlamys breviseta
Argyrochlamys breviseta är en tvåvingeart som först beskrevs av Octave Parent 1939.  Argyrochlamys breviseta ingår i släktet Argyrochlamys och familjen styltflugor.
Artens utbredningsområde är Ghana. Inga underarter finns listade i Catalogue of Life.